# Vavpča vas pri Dobrniču
Vavpča vas pri Dobrniču este o localitate din comuna Trebnje, Slovenia, cu o populație de 48 de locuitori.